# Néhou
Néhou és un municipi francès situat al departament de la Manche i a la regió de Normandia. L'any 2007 tenia 522 habitants.

## Demografia

### Població
El 2007 la població de fet de Néhou era de 522 persones. Hi havia 192 famílies de les quals 49 eren unipersonals (16 homes vivint sols i 33 dones vivint soles), 65 parelles sense fills, 70 parelles amb fills i 8 famílies monoparentals amb fills.
La població ha evolucionat segons el següent gràfic:
Habitants censats

### Habitatges
El 2007 hi havia 248 habitatges, 204 eren l'habitatge principal de la família, 42 eren segones residències i 3 estaven desocupats. 242 eren cases i 5 eren apartaments. Dels 204 habitatges principals, 154 estaven ocupats pels seus propietaris, 43 estaven llogats i ocupats pels llogaters i 6 estaven cedits a títol gratuït; 3 tenien una cambra, 19 en tenien dues, 36 en tenien tres, 66 en tenien quatre i 79 en tenien cinc o més. 193 habitatges disposaven pel capbaix d'una plaça de pàrquing. A 94 habitatges hi havia un automòbil i a 90 n'hi havia dos o més.

### Piràmide de població
La piràmide de població per edats i sexe el 2009 era:
| Homes | Edats   | Dones |
| ----- | ------- | ----- |
| 0     | 95 o +  | 0     |
| 0     | 90 a 94 | 0     |
| 4     | 85 a 89 | 0     |
| 8     | 80 a 84 | 0     |
| 4     | 75 a 79 | 16    |
| 8     | 70 a 74 | 4     |
| 12    | 65 a 69 | 24    |
| 12    | 60 a 64 | 12    |
| 8     | 55 a 59 | 4     |
| 24    | 50 a 54 | 8     |
| 16    | 45 a 49 | 20    |
| 16    | 40 a 44 | 12    |
| 12    | 35 a 39 | 20    |
| 8     | 30 a 34 | 8     |
| 20    | 25 a 29 | 8     |
| 16    | 20 a 24 | 24    |
| 12    | 15 a 19 | 24    |
| 4     | 10 a 14 | 12    |
| 8     | 5 a 9   | 4     |
| 16    | 0 a 4   | 16    |

## Economia
El 2007 la població en edat de treballar era de 324 persones, 226 eren actives i 98 eren inactives. De les 226 persones actives 186 estaven ocupades (104 homes i 82 dones) i 39 estaven aturades (18 homes i 21 dones). De les 98 persones inactives 39 estaven jubilades, 19 estaven estudiant i 40 estaven classificades com a «altres inactius».

### Ingressos
El 2009 a Néhou hi havia 212 unitats fiscals que integraven 541,5 persones, la mediana anual d'ingressos fiscals per persona era de 13.956 €.

### Activitats econòmiques
Dels 14 establiments que hi havia el 2007, 1 era d'una empresa extractiva, 2 d'empreses de fabricació d'altres productes industrials, 3 d'empreses de construcció, 3 d'empreses de comerç i reparació d'automòbils, 1 d'una empresa de transport, 2 d'empreses d'hostatgeria i restauració, 1 d'una empresa d'informació i comunicació i 1 d'una empresa de serveis.
Dels 5 establiments de servei als particulars que hi havia el 2009, 1 era un taller de reparació d'automòbils i de material agrícola, 1 paleta, 2 fusteries i 1 restaurant.
L'any 2000 a Néhou hi havia 50 explotacions agrícoles que ocupaven un total de 1.001 hectàrees.

## Equipaments sanitaris i escolars
El 2009 hi havia una escola elemental integrada dins d'un grup escolar amb les comunes properes formant una escola dispersa.

## Poblacions més properes
El següent diagrama mostra les poblacions més properes.